# Галимова, Дания Хадизяновна
Дания Хадизяновна Галимова (тат. Галимова Дания Һадиҗан кызы; род. 1932) — советская работница сельского хозяйства, свинарка, Герой Социалистического Труда.
В 1948—1957 годах работала в колхозе «Кызыл Тан», в 1957—1967 годах — в совхозе «Северный», в 1967—1987 годах — в совхозе «Ватан» Арского района.

## Биография
Родилась 29 июня 1932 года в деревне Мирзям Арского района Татарской АССР. Детство пришлось на годы Великой Отечественной войны. В 1947 году ей поручили самостоятельно ухаживать за жеребятами, а когда в местном хозяйстве организовали свиноводческую ферму, Данию направили туда. Ответственность и трудолюбие помогли ей достичь хороших результатов в работе. Данию Хадизяновну стали отмечать в числе лучших животноводов совхоза «Ватан» и Арского района в целом.
До 1987 года трудилась Дания Хадизяновна свинаркой совхоза «Ватан». Была депутатом Верховного Совета Татарской ССР в 1975—1980 годах. Затем вышла на пенсию, в настоящее время проживает в Арском районе Татарстана.

## Награды
- 8 апреля 1971 года Д. Х. Галимовой было присвоено звание Героя Социалистического Труда с вручением ордена Ленина (по итогам выполнения заданий VIII пятилетнего плана 1966—1970 годов).
- Награждена орденом Знак Почёта (1966) и медалями.
- В 1966 году за успехи в социалистическом соревновании животноводов ей вручили Почетную грамоту Президиума Верховного Совета республики.
- За многолетний добросовестный труд и в связи с 80-летием со дня рождения Герой Социалистического Труда Галимова Дания Хадизяновна была поощрена Благодарственным письмом главы Арского муниципального района.[3]